# Jackson (Alabama)
Jackson és una població dels Estats Units a l'estat d'Alabama. Segons el cens del 2000 tenia 5.419 habitants.

## Demografia
Segons el cens del 2000, Jackson tenia 5.419 habitants, 2.094 habitatges, i 1.507 famílies. La densitat de població era de 138,5 habitants/km².
Dels 2.094 habitatges en un 34% hi vivien nens de menys de 18 anys, en un 53,5% hi vivien parelles casades, en un 15,8% dones solteres, i en un 28% no eren unitats familiars. En el 26,3% dels habitatges hi vivien persones soles el 12,2% de les quals corresponia a persones de 65 anys o més que vivien soles. El nombre mitjà de persones vivint en cada habitatge era de 2,54 i el nombre mitjà de persones que vivien en cada família era de 3,08.
Per edats la població es repartia de la següent manera: un 26,6% tenia menys de 18 anys, un 8,1% entre 18 i 24, un 27,2% entre 25 i 44, un 22,5% de 45 a 60 i un 15,5% 65 anys o més.
L'edat mediana era de 38 anys. Per cada 100 dones hi havia 85,8 homes. Per cada 100 dones de 18 o més anys hi havia 80,4 homes.
La renda mediana per habitatge era de 34.806 $ i la renda mediana per família de 45.516 $. Els homes tenien una renda mediana de 43.558 $ mentre que les dones 21.125 $. La renda per capita de la població era de 17.346 $. Aproximadament el 15,3% de les famílies i el 21,2% de la població estaven per davall del llindar de pobresa.

## Poblacions més properes
El següent diagrama mostra les poblacions més properes.